# Spaniocentra incomptaria
Spaniocentra incomptaria är en fjärilsart som beskrevs av John Henry Leech 1897. Spaniocentra incomptaria ingår i släktet Spaniocentra och familjen mätare. Inga underarter finns listade i Catalogue of Life.